# Iroh
Iroh – postać fikcyjna, emerytowany generał Narodu Ognia i stryj księcia Zuko. Jest starszym bratem Lorda Ozai i to on był prawowitym dziedzicem tronu. Jest potężnym Magiem Ognia znanym i szanowanym (znany również jako Smok Zachodu), traktującym Zuko bardziej jak syna niż bratanka, zwłaszcza po stracie własnego syna – Lu Tena. Iroh jest pogodnym i uprzejmym starszym człowiekiem, uwielbiającym herbatę, granie w Pai Sho i śpiewanie. Starszy i bardziej doświadczony niż którykolwiek z głównych bohaterów odgrywa mniej aktywną rolę, pełni bardziej funkcję mentora i przewodnika zarówno dla Zuko jak i wszystkich których napotka, łącznie z Aangiem i jego przyjaciółmi.
W filmie aktorskim Ostatni władca wiatru z 2010 roku w postać Iroh wcielił się Shaun Toub.